# MacOS Big Sur
Pour les articles homonymes, voir Big Sur (homonymie).
 (juin 2020).
macOS Big Sur (version 11) est la dix-septième version majeure de macOS auparavant Mac OS ou System, le système d'exploitation d'Apple pour les Macintosh. Il succède à Mac OS Catalina et a été annoncé à la WWDC 2020 le 22 juin 2020, avec une sortie publique le 12 novembre 2020. Le système d'exploitation porte le nom d'une zone côtière située en Californie.
macOS Big Sur présente une refonte de l'interface utilisateur ainsi qu'une prise en charge des Mac équipés des processeurs Apple Silicon. Pour marquer cette transition, Apple a décidé de changer le numéro de version en l'incrémentant de un, une première depuis la sortie de Mac OS X en 2001.
Cette version est disponible depuis le jeudi 12 novembre 2020.

## Configuration requise
Contrairement à macOS Catalina qui prenait en charge tous les appareils que son prédécesseur prenait également en charge, Big Sur abandonne le support de divers Mac sortis en 2012 et 2013. Big Sur est donc compatible avec :
- iMac : fin 2014 et plus récents ;
- iMac Pro : fin 2017 et plus récents ;
- Mac Pro : fin 2013 et plus récents ;
- Mac mini : fin 2014 et plus récents ;
- MacBook : fin 2015 et plus récents ;
- MacBook Air : mi 2013 et plus récents ;
- MacBook Pro : fin 2013 et plus récents ;
- Developer Transition Kit (2020).

## Nouveautés majeures

### Design
macOS Big Sur introduit une refonte complète de l'interface utilisateur, décrite par Apple comme la plus importante mise à jour de l'interface graphique depuis la sortie de Mac OS X en 2001. Le système d'exploitation propose des ajustements sur cette interface comme la transparence et une nouvelle palette de couleurs. Toutes les applications par défaut, ainsi que le Dock et la barre des menus ont été repensés et épurés. Les icônes ont également été revues, pour être en harmonie avec les autres systèmes d'exploitation d'Apple. macOS tend vers iOS et inaugure un nouveau style entre le skeuomorphisme et le flat design : le neumorphisme.

### Centre de contrôle
Une version du centre de contrôle ressemblant à celle présente sur iOS a fait son apparition.

### Centre de notification
Le centre de notification a également été revu, les notifications interactives sont désormais présentes.

### Système

#### Prise en charge des processeurs conçus par Apple
macOS Big Sur marque le début de la transition des ordinateurs Apple des processeurs Intel x86-64 vers des processeurs ARM, appelés « Apple Silicon ». La puce mentionnée dans les vidéos de démonstration et utilisée dans le Developer Transition Kit est la puce A12Z Bionic, qui est la même puce utilisée dans les iPad Pro de 2020. C'est la première version de macOS à prendre en charge les Mac Apple Silicon, bien qu'Apple ait indiqué qu'il prendrait aussi en charge les Mac équipés de processeurs Intel « pendant les années à venir ». Néanmoins, aucun Mac Apple Silicon n'est disponible à la vente à la date du 12 novembre 2020.

#### Prise en charge des applications iOS et iPadOS
Sur les Mac Apple Silicon, macOS Big Sur fera tourner les applications iOS et iPadOS nativement. Apple affirme que la plupart des applications tourneront sans soucis.

#### Extensions système
macOS Big Sur met un terme aux extensions de noyau utilisées par les applications pour modifier des paramètres bas niveau du système. Désormais, ces programmes s'exécutent séparément du système d’exploitation, comme n'importe quelle autre application. DriverKit, la solution de remplacement proposée par Apple depuis macOS Catalina, permet à ces programmes de passer de l'espace noyau à l'espace utilisateur.

#### Volume système signé
Le volume système sera dorénavant signé cryptographiquement pour empêcher la falsification des données.

#### Mises à jour logicielles
Sur macOS Big Sur, les mises à jour logicielles peuvent désormais se faire en arrière-plan.

## Fonctionnalités des applications intégrées

### Safari
macOS Big Sur inclut Safari 14, qui a également été rendu disponible sur macOS Catalina et macOS Mojave le 16 septembre 2020. Safari 14 inclut :
- une nouvelle page d'accueil personnalisable ;
- un design d'onglets amélioré ;
- des traductions intégrées directement dans les pages web, disponibles en anglais, espagnol, allemand, français, russe, chinois et portugais. Cette fonctionnalité est actuellement en bêta et n'est pas disponible dans la version destinée à macOS Catalina et macOS Mojave.

### Plans
- Fonctionnalité "Look Around", d'abord introduite dans l'application Plans depuis iOS 13, elle est maintenant intégrée à la version macOS ;
- Nouveaux itinéraires pour les véhicules électriques, basés sur la proximité avec des stations de recharge et la surveillance du niveau des batteries (sur certains modèles uniquement) ;
- Nouveaux guides pour explorer de nouveaux endroits.

## Fonctionnalités supprimées
- Widget Calculette dans le centre de notifications ;
- Utilitaire de réseau[12] ;
- Prise en charge d'Adobe Flash Player[13] ;
- Option pour activer ou désactiver le lissage de police dans les Préférences Système[14] ;
- Possibilité d'ajouter les résultats de Siri dans le centre des notifications ;
- Possibilité de faire Cmd ⌘ + L dans Spotlight pour surligner directement le résultat du dictionnaire, et Cmd ⌘ + D pour directement ouvrir l'application dictionnaire avec le terme de recherche saisi.
- Installation du système Microsoft Windows sur des Mac avec la puce M1

## Historique des versions
La sortie publique de Big Sur a commencé par la version 11.0.1 pour les Mac équipés de processeurs Intel. La version 11.0 a, quant à elle, été préinstallée sur les Mac équipés de processeurs Apple Silicon, et Apple conseille à ces utilisateurs de mettre à jour vers la version 11.0.1.
|  | Version antérieure |  | Version actuelle |

| Version | Build   | Date de sortie    | Darwin                   | Remarques                                                                                                  |
| ------- | ------- | ----------------- | ------------------------ | --- |
| 11.0    | 20A2411 | 17 novembre 2020  | 20.1.0 xnu-7195.41.8~9   | Préinstallée sur le MacBook Air (M1, 2020), le MacBook Pro 13" (M1, 2020) et le Mac mini (M1, 2020).       |
| 11.0.1  | 20B29   | 12 novembre 2020  | 20.1.0 xnu-7195.50.7~2   | Sortie publique initiale.                                                                                  |
| 11.0.1  | 20B50   | 19 novembre 2020  | 20.1.0 xnu-7195.50.7~2   | Disponible pour tous les Mac sauf les MacBook Pro 13" de fin 2013 et milieu 2014.                          |
| 11.1    | 20C69   | 14 décembre 2020  | 20.2.0 xnu-7195.60.75~1  | |
| 11.2    | 20D64   | 1er février 2021  | 20.3.0 xnu-7195.81.3~1   | |
| 11.2.1  | 20D74   | 9 février 2021    | 20.3.0 xnu-7195.81.3~1   | |
| 11.2.1  | 20D75   | 15 février 2021   | 20.3.0 xnu-7195.81.3~1   | Corrige un bug où l'installation sur un espace disque insuffisant pouvait causer la perte de données.      |
| 11.2.2  | 20D80   | 25 février 2021   | 20.3.0 xnu-7195.81.3~1   | |
| 11.2.3  | 20D91   | 8 mars 2021       | 20.3.0 xnu-7195.81.3~1   | |
| 11.3    | 20E232  | 26 avril 2021     | 20.4.0xnu-7195.101.1~3   | |
| 11.3.1  | 20E241  | 3 mai 2021        | 20.4.0xnu-7195.101.2~1   | |
| 11.4    | 20F71   | 24 mai 2021       | 20.5.0xnu-7195.121.3~9   | Release notes Security content                                                                             |
| 11.5    | 20G71   | 21 juillet 2021   | 20.6.0xnu-7195.141.2~5   | Release notes Security content                                                                             |
| 11.5.1  | 20G80   | 26 juillet 2021   | 20.6.0                   | Apporte des mises à jour de sécurité majeures et son installation est recommandée à tous les utilisateurs. |
| 11.5.2  | 20G95   | 11 août 2021      | 20.6.0                   | Inclut des correctifs pour votre Mac.                                                                      |
| 11.6    | 20G165  | 13 septembre 2021 | 20.6.0 xnu-7195.141.6~3  | Correctifs de sécurité                                                                                     |
| 11.6.1  | 20G224  | 25 octobre 2021   | 20.6.0 xnu-7195.141.8~1  | |
| 11.6.2  | 20G314  | 13 décembre 2021  | 20.6.0 xnu-7195.141.14~1 | Correctifs de sécurité                                                                                     |
| 11.6.3  | 20G415  | 26 janvier 2022   | 20.6.0 xnu-7195.141.19~2 | |
| 11.6.4  | 20G417  | 14 février 2022   | 20.6.0 xnu-7195.141.19~2 | |
| 11.6.5  | 20G527  | 14 mars 2022      | 20.6.0 xnu-7195.141.26~1 | |
| 11.6.6  | 20G624  | 16 mai 2022       |                          | |
| 11.6.7  | 20G630  | 09 juin 2022      |                          | |
| 11.6.8  | 20G730  | 20 juillet 2022   |                          | |
| 11.7    | 20G817  | 12 septembre      | 20.6.0 xnu-7195.141.39~2 | |